# Certificado de tipo

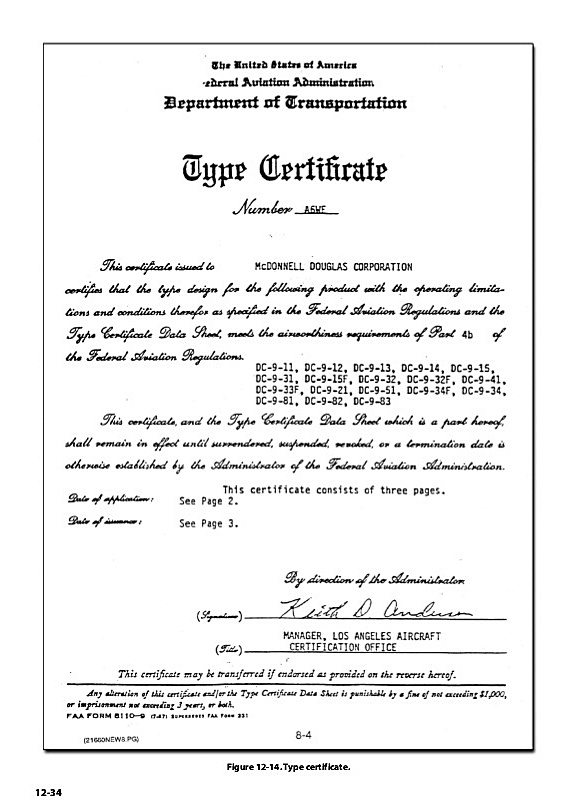
Modelo de certificado de tipo expedido por la FAA estadounidense para el avión DC-9

Un certificado de tipo  es un documento expedido para indicar la aeronavegabilidad del diseño de tipo de aeronave. El certificado es emitido por una entidad reguladora, y una vez emitido, el diseño no puede ser modificado. El certificado refleja una determinación realizada por la entidad reguladora de que la aeronave está fabricada de acuerdo con un diseño aprobado, y que el diseño asegura la conformidad con los requisitos de aeronavegabilidad. La entidad reguladora compara los documentos de diseño y procesos para determinar si el diseño reúne los requisitos establecidos para el tipo de equipamiento.  Los requisitos establecidos por una entidad reguladora típicamente se refieren a Estándares Mínimos de Rendimiento Operativo (MOPS) y están relacionados con documentos (como por ejemplo las series DO-178, DO-160 y DO-254), los cuales están desarrollados conjuntamente por RTCA, Inc. y EUROCAE.   Una vez emitido, el "tipo" de aeronave reúne los requisitos apropiados.  El proceso de resolución incluye un paso llamado "Primera Inspección de Artículo", para la aeronave y para cada una de sus subcomponentes. 
Con respecto a que "no puede ser modificado":  Cuándo un fabricante quiere realizar alguna modificación tiene dos opciones. Una es solicitar un Certificado de Tipo Suplementario (STC), o crear un diseño completamente diferente.  La elección se determinará considerando si el cambio constituye un diseño nuevo (por ejemplo si introduce riesgos no considerados en el primer diseño) o no.  Si el fabricante cree que el cambio no introduce ningún riesgo, comúnmente solicita un STC, puesto que su precio es inferior.  Si la autoridad reguladora está de acuerdo con las razones expuestas por el fabricante, se le concede el STC.
- El certificado de tipo (TC) implica que las aeronaves fabricadas de acuerdo con el diseño aprobado pueden recibir un Certificado de Aeronavegabilidad. Los ejemplos de autoridades reguladoras son la Administración Federal de Aviación de EE. UU. (FAA) y la Agencia Europea de Seguridad Aérea de la UE (EASA).  Para cumplir estos requisitos, la aeronave y cada subconjunto de esta también deben ser aprobados. Por ejemplo, en los Estados Unidos, estos subconjuntos deben cumplir con los requisitos de la Orden Técnica Estándar (TSO) aplicable. Para cumplir con estos requisitos, se examinan los documentos de diseño, comprobando que cumplen con los Estándares Mínimos de Desempeño Operativo (MOPS) aplicables a ese subconjunto.  Los MOPS son publicados por RTCA, Inc.  Cuando las aeronaves se producen para cumplir con un TC determinado, no es necesario probar cada una de ellas con la misma rigurosidad, sino que la confianza mostrada por el TC se concede cuando se le ha asignado un Certificado de Aeronavegabilidad.
- Se emite un "Certificado de Aeronavegabilidad" para cada aeronave debidamente registrada si se ajusta a su diseño de tipo. El certificado de aeronavegabilidad es válido y la aeronave puede operar siempre y cuando se mantenga de acuerdo con las normas emitidas por la autoridad reguladora.

Un certificado de tipo suplementario se emite siguiendo una modificación. El STC define el cambio de diseño del producto, indica cómo afecta la modificación al diseño de tipo existente y lista los números de serie afectados. También identifica la base de certificación que enumera el cumplimiento normativo específico para el cambio de diseño. La información contenida en la base de certificación es útil para aquellos solicitantes que proponen modificaciones posteriores del producto y para evaluar la compatibilidad de la base de certificación con otras modificaciones STC.
El concepto de un 'certificado de tipo' fue introducido en el Reino Unido por los "Controles de Navegación del Aire" publicados en mayo de 1919 por uno de los Secretarios de Estado del Reino Unido, Winston Churchill.

## Prototipo
Inicialmente, la empresa solicitante presenta documentos a su entidad reguladora de aviación local, detallando como el diseño propuesto, es decir, el 'Tipo',  cumpliría los requisitos de aeronavegabilidad. Tras las investigaciones realizadas por parte del regulador, la aprobación final de dichos documentos (después de los comentarios y enmiendas requeridas para cumplir las leyes), se convierte en la base de la certificación. La empresa continúa y traza una planificación de acciones propuestas requeridas para las pruebas de certificación. Con la solicitud, el reglamento a ser aplicado, será normalmente paralizado por un periodo dado de tiempo para evitar una situación donde el solicitante tendría que cambiar el diseño como resultado de una regla modificada.
Se fabrica una muestra del diseño inicial conocido como prototipo. Esto se refiere a tanto a la aeronave, como los motores o la hélice, dependiendo de las bases de certificación. Con el propósito de ilustrar, solo se hará referencia a la aeronave. Usualmente, se construyen una serie de prototipos, cada uno sometido a diferentes pruebas. Los prototipos son usados en primer lugar en tierra y pruebas de sistemas. Uno de los prototipos (conocido como "static airframe") es sometido a pruebas destructivas, es decir, el prototipo es sometido a niveles de tensión más allá de las que se someterían en condiciones normales hasta su colapso. Los resultados de las pruebas son comparados con cálculos presentados inicialmente para establecer la fuerza estructural definitiva. 
Otros prototipos se someterán a distintas pruebas de sistemas hasta que la entidad reguladora esté conforme. Con todos las pruebas en tierra completadas, los prototipos se preparan para las pruebas de vuelo. Las pruebas de vuelo se llevan a cabo por pilotos aprobados para dichas pruebas, los cuales volarán para establecer los límites de vuelo definitivos, que deberán estar de acuerdo con las reglas de aeronavegabilidad. Si se realizan pruebas de un avión comercial de alto alcance, las pruebas de vuelo podrían extenderse a lo largo de todo el mundo. 
De forma simultánea a las pruebas de la aeronave, la entidad solicitante también redacta un programa de mantenimiento para apoyar la continuidad de la aeronavegabilidad una vez aprobado el diseño. El programa es redactado a partir de los resultados de las pruebas y también de los departamentos de ingeniería referidos a clientes iniciales. El programa de mantenimiento propuesto es presentado a la entidad reguladora para que se realicen sus comentarios y aprobación.
Tras completar con éxito las pruebas de vuelo y tierra, junto con un programa de mantenimiento aprobado, el prototipo es aprobado, y la empresa asume el certificado de tipo para el prototipo (dando por entendido que debería incluir todo el equipamiento instalado para el rol previsto). El término legal para la entidad ahora es el "titular del certificado de tipo". Posteriormente el prototipo sirve como plantilla para la producción de aeronaves. Así que la aeronave que sale de la fábrica debería ser idéntica al prototipo, y con un número de serie dado.

## Mantenimiento de la aeronavegabilidad
Cuando la aeronave entra en servicio, está sometida al desgaste operacional que puede causar degradaciones en el rendimiento. El programa de mantenimiento aprobado sirve para mantener la aeronavegabilidad de la aeronave. Los usuarios tienen que cumplir dicho programa para mantener el certificado de aeronavegabilidad de la aeronave. El mantenimiento puede ser ligero o pesado (por ejemplo revisiones o puestas a punto) como establecen el horario y las tareas en el programa de mantenimiento de la aeronave.

## Directivas de aeronavegabilidad
A veces durante el servicio, las aeronaves pueden encontrarse problemas que comprometan la seguridad de la aeronave, los cuales no son detectados en las etapas de pruebas de prototipo. El diseño de la aeronave es por tanto comprometido. Los reguladores expedirán una directiva de aeronavegabilidad para el titular del certificado de tipo y a todos los propietarios globales. Las directivas habitualmente consisten en mantenimiento adicional o acciones de diseño necesarias para restaurar la aeronavegabilidad de tipo. Su cumplimiento es obligatorio y así si un operador no cumple con una directiva, los datos de la aeronave no se consideran de carácter aeronavegable. Las directivas también son creadas con cambios en las reglas de aviación local o global y requerimientos, por ejemplo, el requerimiento de poner blindadas las puertas de la cabina para todos los aviones comerciales después del 11S.
La autoridad encargada de certificar expide una directiva cuando se encuentra que existe una condición de inseguridad en un producto (aeronave, motor, hélice u otro aparato) de un diseño de tipo particular. Las directivas son utilizadas por la autoridad que certifica para notificar a los propietarios de las aeronaves y a sus operadores de las condiciones de seguridad y para requerir de su corrección. Las directivas prescriben condiciones y limitaciones, incluyendo inspección, reparación o alternancia bajo las cuales el producto quizá continúe operando.

## Boletines de servicio
Con el incremento de tiempo en servicio, el titular del certificado de tipo puede encontrar maneras de mejorar el diseño original que conlleve menores costes de mantenimiento o una mejora en el rendimiento. Estas mejoras (normalmente requieren algunas alteraciones) se sugieren a través de boletines de servicio a sus clientes como algo opcional (y puede involucrar costes extra). Los clientes pueden  decidir si incorporar o no los boletines. A veces los SBs pueden llegar a ser mandadas por importantes directivas de aeronavegabilidad.

## Cambios en el certificado de tipo
Con frecuencia, el titular del certificado de tipo mejora el diseño básico. Aquellos cambios más importantes, que van más allá de la autoridad de los boletines de servicio, requieren enmiendas del certificado de tipo. Por ejemplo, aumentar (o disminuir) el rendimiento de vuelo de una aeronave, el alcance o la capacidad de carga mediante la alteración de sus sistemas, fuselaje, alas o motores, dando lugar a una nueva variante, puede requerir una re-certificación. Nuevamente, se repite el proceso básico de las certificaciones de tipo (incluyendo programas de mantenimiento). Sin embargo, los elementos que no han sido modificados no necesitarán ser aprobados de nuevo. Normalmente, uno o dos prototipos de la flota original se modificarán de acuerdo al diseño propuesto. Siempre y cuando el nuevo diseño no se desvíe demasiado del original, la estructura no necesitará ser modificada. Los nuevos prototipos obtenidos son sometidos de nuevo a pruebas de vuelo.
Una vez finalizado con éxito el programa de certificación, se modifica el certificado de tipo original para incluir la nueva variante (normalmente se indica mediante un nuevo número de modelo adicional a la designación del tipo original). Ejemplos típicos son; El Boeing 737NG (737-600, 737-700, 737-800 y 737-900) que sustituyó a la familia original de 737 (737-100 y 737-200) y la familia clásica de 737 (737-300, 737-400 y 737 -500) y el Airbus A340-500 y el A340-600 que se basa en el Airbus A340-200 y el A340-300.

## Certificado de tipo suplementario
Cualquier adición, omisión o alteración a la disposición certificada de la aeronave, equipo incorporado, fuselaje y motores, iniciada por cualquier persona que no sea el titular del certificado de tipo, necesita un certificado de tipo suplementario (STC). El campo de aplicación de un STC es muy amplio. Desde modificaciones menores relativas a la cabina de pasajeros hasta cambios mayores que puedan requerir reemplazar motores.
Los STC se suelen aplicar ante un rechazo del titular del certificado o si este es incapaz de cumplir con los requisitos de algunos dueños. Antes de emitir un STC, se siguen procedimientos similares a los aplicados en las variaciones de los certificados de tipo. Los STC pertenecen al titular del propio STC y son generalmente más restrictivos en cuanto a los cambios que los de los certificados de tipo.

## Validez
El titular del certificado de tipo mantiene el certificado de tipo válido mediante el seguimiento continuo de las directivas de aeronavegabilidad, emitiendo boletines de servicio y proporcionando repuestos y soporte técnico para mantener la aeronave de acuerdo a las reglas vigentes, incluso después de que la producción del tipo haya parado. Esto supone el soporte del tipo y de esta manera muchas aeronaves que están fuera de producción continúen sus vidas útiles. Los STCs también están enlazados por las mismas reglas. Cuando el titular decide dejar de realizar el soporte del tipo de aeronave, el certificado de tipo es devuelto a la entidad reguladora y la flota de aeronaves restante queda permanentemente en tierra. De esta manera toda la flota de Concorde se quedó finalmente en tierra cuando Airbus SAS entregó su certificado de tipo.